# Надпись

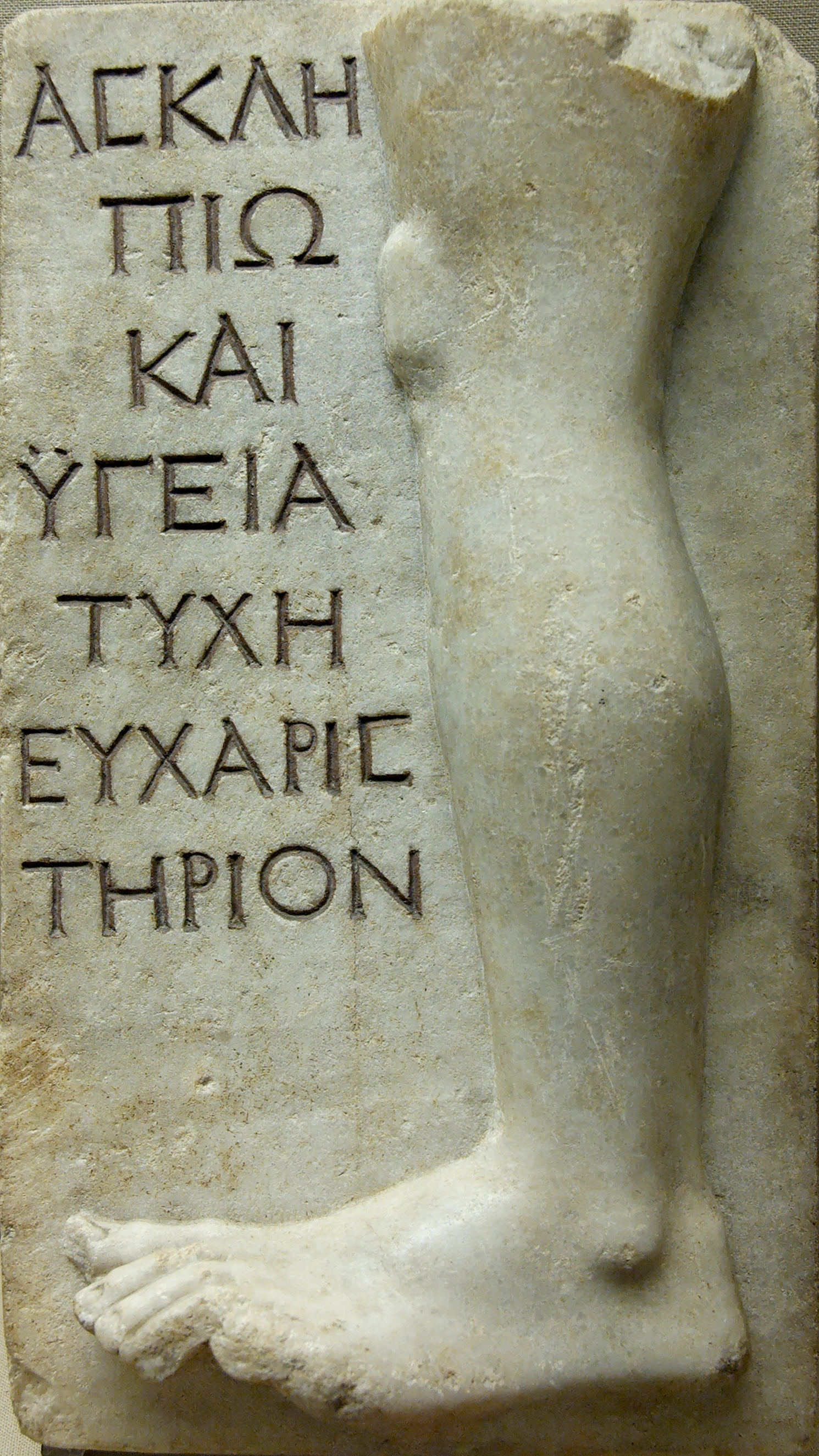
Посвятительная надпись в благодарность за излечение больной ноги, мрамор, ок. 200—100 до н. э.

Надпись — короткий текст на каком-либо предмете, содержащий указания или сведения, связанные с предметом, на котором он написан. Надписи посвятительного, магического и бытового характера на стенах зданий, металлических изделиях, сосудах и т. д. являются граффити. Нанесение на предмет знаков, не являющихся письменностью, называется маркировка.

## История
При изучении в рамках исторических дисциплин выделяются надписи на твердом материале, которые могут существовать длительное время. Изучением как современных, так и исторических надписей на твердых материалах занимается эпиграфика. Надписи можно разделить по времени существования. К временным надписям относятся, например, этикетки на бутылках. Постоянные надписи наносятся на объекты с большим временем существования, например, здания, статуи и т. д. Существуют собрания надписей на твердых материалах, имеющие историческую ценность.

## Современный мир
В современном мире надписи на вывесках, табличках, транспарантах и др. используются в качестве одноразовых информативных текстов. Одноразовость различных видов исполнений надписей противопоставляется периодическим, повторяющимся изданиям. Вывески могут содержать как надписи, так и рисунки.